# ارشک (شیردار)
ارشک (به لاتین: Arsacius) یکی از مقامات رومی با اصالت ایرانی در سده چهارم میلادی در زمان امپراتوری لیسینیوس بود.